# Agapetus laniger
Agapetus laniger är en nattsländeart som beskrevs av Francois Jules Pictet de la Rive 1834. Agapetus laniger ingår i släktet Agapetus och familjen stenhusnattsländor. Inga underarter finns listade i Catalogue of Life.